# Ostbayernschau

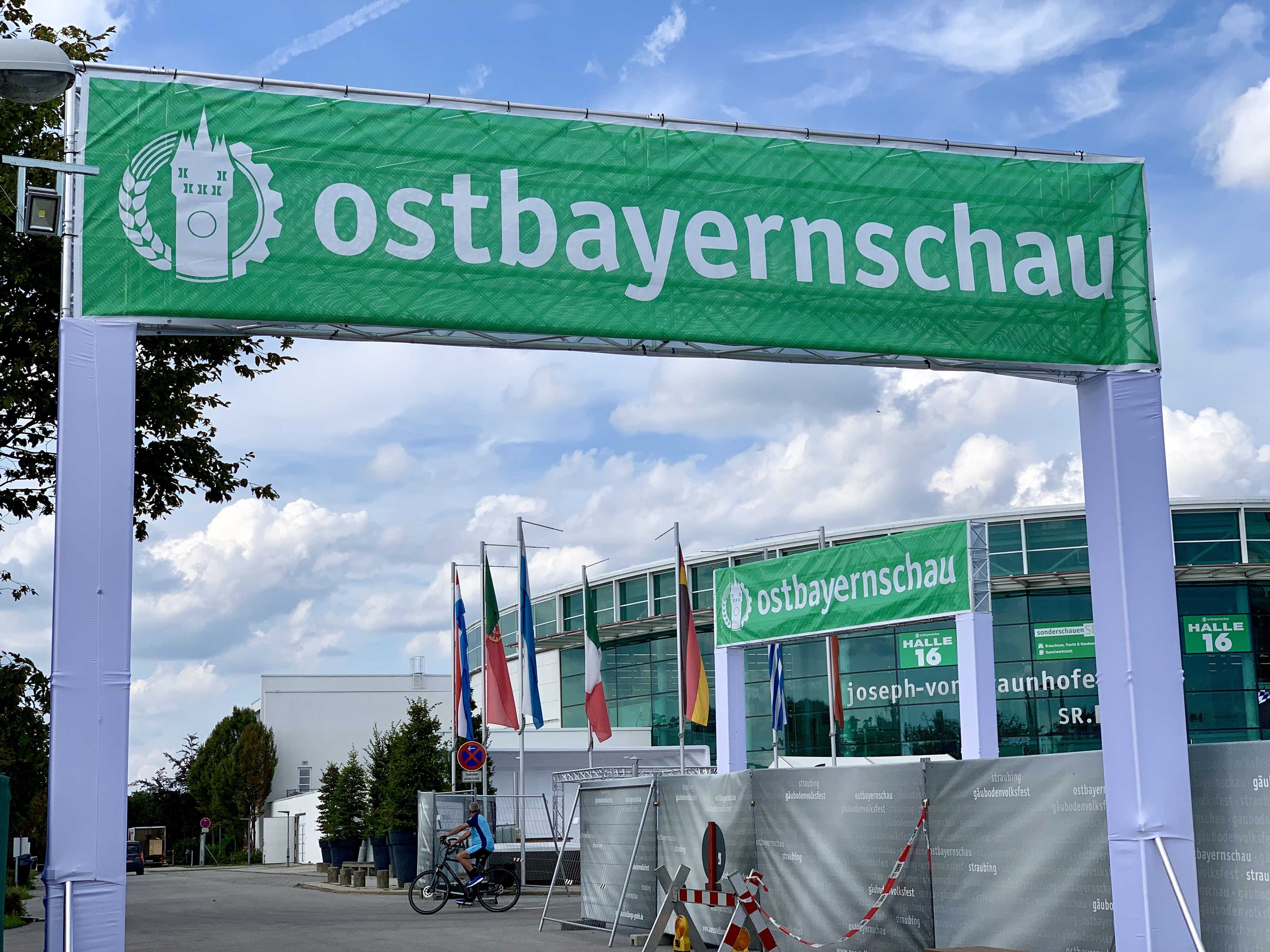
Das Eingangsportal zur Ostbayernschau 2019 mit der Joseph-von-Fraunhofer Halle (Halle 16) im Hintergrund.

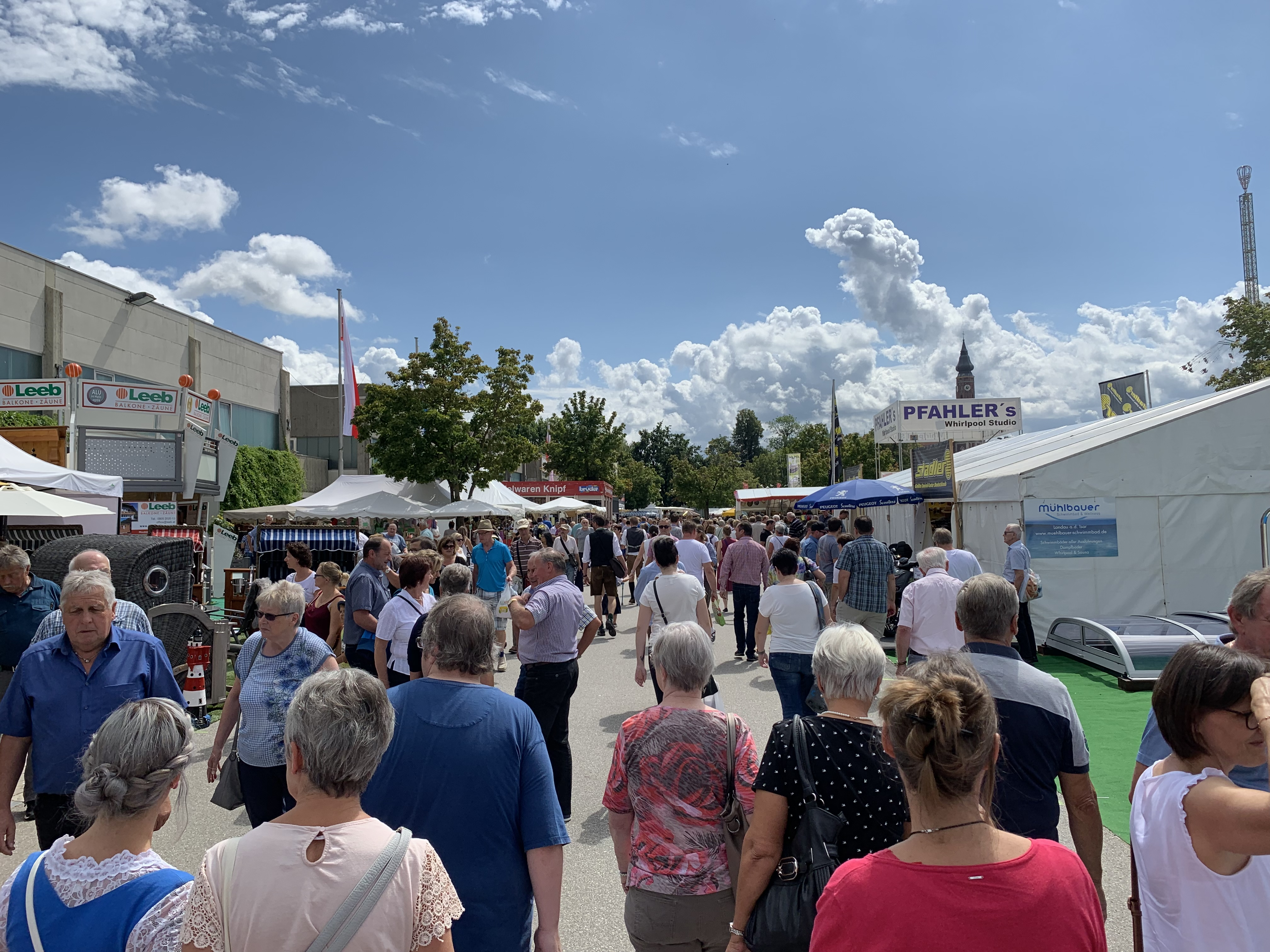
Besucherweg der Ostbayernschau 2019 im Freigelände westlich der Ausstellungshallen.

Die Ostbayernschau in Straubing ist eine der größten Verbrauchermessen in Deutschland, zu der jährlich mehrere Hunderttausend Besucher kommen (2019: ca. 450.000). Die Großveranstaltung ist eine „Verkaufsausstellung für Landwirtschaft, Handel und Industrie, Haus und Heim“, ihr Waren- und Produktangebot richtet sich in erster Linie an die Endverbraucher. Die Ostbayernschau beginnt jeweils am zweiten Samstag im August und dauert neun Tage, der Eintritt ist kostenlos.
Parallel zur Ostbayernschau findet das Gäubodenvolksfest statt. Beide Veranstaltungen werden von der Straubinger Ausstellungs- und Veranstaltungs GmbH organisiert und durchgeführt.

## Historie

### Der Beginn
Im Jahr 1812 fand das Gäubodenvolksfest als landwirtschaftliches Vereinsfest im Unterdonaukreis durch ein Dekret des Königs Maximilian I. Joseph zum ersten Mal statt. Die Ursprünge der heutigen Ostbayernschau bestanden aus einer Viehausstellung und -Prämierung und aufwändigen Ausstellungen zu Acker- und Gartenbau, Vieh-, Geflügel-, Bienen- und Fischzucht. Im Rahmen des Festes fand auch immer ein besucherstarkes Pferderennen statt.

### Mitte bis Ende des 19. Jahrhunderts
Die Landwirtschaftsausstellung wurde ständig erweitert und vergrößert. Die Veranstaltung etablierte sich zunehmend zur lokalen und regionalen Leistungsschau von Handwerk und Gewerbe, jedoch dominierte bis in die 1950er Jahre die Agrarausstellung.

### 1960er Jahre
Der wirtschaftliche und gesellschaftliche Strukturwandel hatte zur Folge, dass die Gewerbeschau kontinuierlich ausgebaut wurde. Ende der 1960er Jahre wurde sie unter dem Titel „Ostbayerische Landwirtschafts-, Gewerbe- und Handwerksausstellung“ präsentiert. In großen Hallen und auf einem weitläufigen Freigelände sollten die heimischen Erzeugnisse eindrucksvoll zur Schau gestellt werden.

### Ab 1973
Der heutige Titel der Ausstellung wurde zum ersten Mal im Jahre 1973 verwendet. Seit diesem Zeitpunkt findet in Straubing die Ostbayernschau statt.

### 2014 und 2019
Nachdem die Besucherzahlen stetig stiegen, konnte im Jahr 2014 ein Besucherrekord mit ca. 450.000 Besuchern verzeichnet werden. Dieser Rekord konnte bei der Veranstaltung 2019 wiederholt werden.

### Veranstaltungsabsagen 2020 und 2021
Die Ostbayernschau und das Gäubodenvolksfest mussten aufgrund der COVID-19-Pandemie abgesagt werden.

## Einzugsgebiet und Verkehrsanbindung
Die Ostbayernschau ist eine der besucherstärksten Verbraucherausstellungen Deutschlands mit einem Einzugsgebiet von Nürnberg bis Oberösterreich und von München bis in den Böhmerwald.
Durch die Verkehrsanbindung an die Bundesautobahn 3, sowie die Bundesstraßen 20 und 8, kommen verstärkt viele Besucher mit dem eigenen PKW oder mit Reisebussen. Von Jahr zu Jahr gewinnt jedoch der öffentliche Nahverkehr an immer mehr Popularität, was vor allem auch durch die Aufnahme des Stadtgebietes Straubing in den Regensburger Verkehrsverbund (RVV) zum 1. April 2019 spürbar ist. Die mit dem Zug ankommenden Besucher erreichen den Festplatz und das Ausstellungsgelände nach ca. 15–20 Minuten Fußmarsch oder mit einem der vielen kostenlosen Pendelbusse.

## Räumliche Dimensionen und Infrastruktur

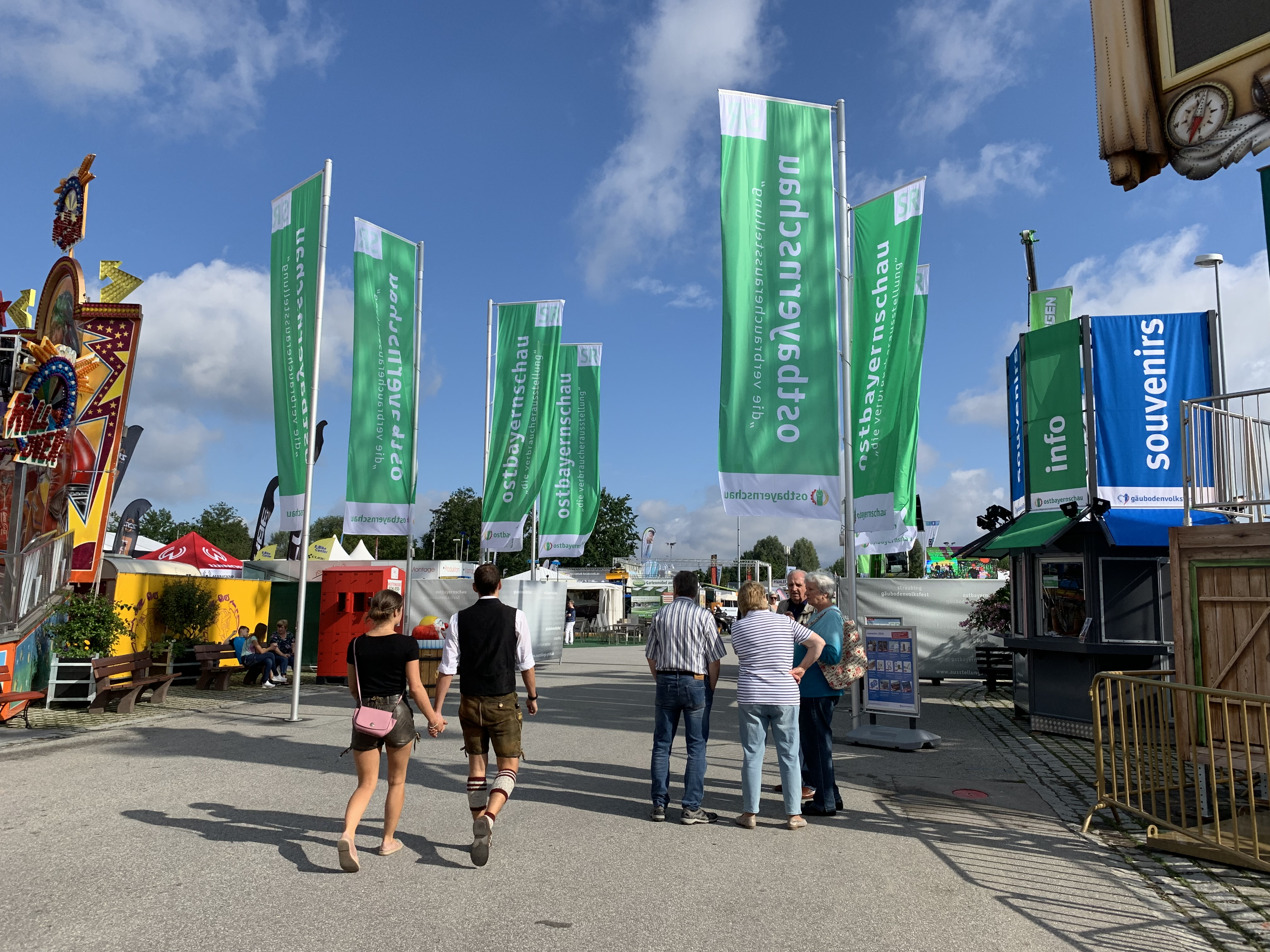
Der Haupteingang zur Ostbayernschau, welcher unmittelbar an den Vergnügungspark des Gäubodenvolksfestes grenzt.

Das gesamte Ausstellungsareal umfasst eine Fläche von ca. 60.000 m² und grenzt räumlich unmittelbar an das Gäubodenvolksfest an. Auf dem Gelände stehen 17 Ausstellungshallen, welche sich wiederum wie folgt zusammensetzen:
- Halle 1–2: Zelthallen (mobile Anlagen)
- Halle 3: Zelthalle (Kinderland)
- Halle 4–9: Ausstellungshalle (feste bauliche Anlagen)
- Halle 10–13: Zelthallen (mobile Anlagen)
- Halle 14–15: Messehalle (feste bauliche Anlage)
- Halle 16: Joseph-von-Fraunhofer-Halle (fest bauliche Anlage, Stadthalle der Stadt Straubing)

Die 17 Hallen umfassen eine Gesamtfläche von ca. 23.000 m². Je nach Wegekonzept und den Bedürfnissen der Ausstellern werden die Hallenaufteilungen jedes Jahr neu konzipiert. Neben den Hallenflächen werden zudem ca. 20.000 m² Freifläche im umliegenden Freigelände für weitere Aussteller zur Verfügung gestellt.
Sofern man es sich zur Aufgabe macht, an allen Hallen- und Freigeländefronten der Stände vorbeizugehen, legt man eine Strecke von ca. 8,5 Kilometer zurück.

## Die Ostbayernschau heute

### Ausstellerspektrum
Die Ostbayernschau ist zu einer wichtigen Verkaufsveranstaltung für regionale, aber auch viele internationale Aussteller geworden. Die Angebotsvielfalt umfasst insgesamt ca. 650 Aussteller (davon 10 % aus dem Ausland). Die Vielzahl der Ausstellern reicht von kleinen Ein-Mann-Betrieben über Großkonzerne bis hin zu Informationsständen von staatlichen Institutionen wie etwa der Bundeswehr.
Das Angebot der Aussteller gliedert sich in insgesamt 24 Themen- bzw. Warengruppen. Von „Bauen und Wohnen“, „Nahrung und Genuss“ bis hin zu „Energie und Nachhaltigkeit“.

### Zusätzliche Angebote

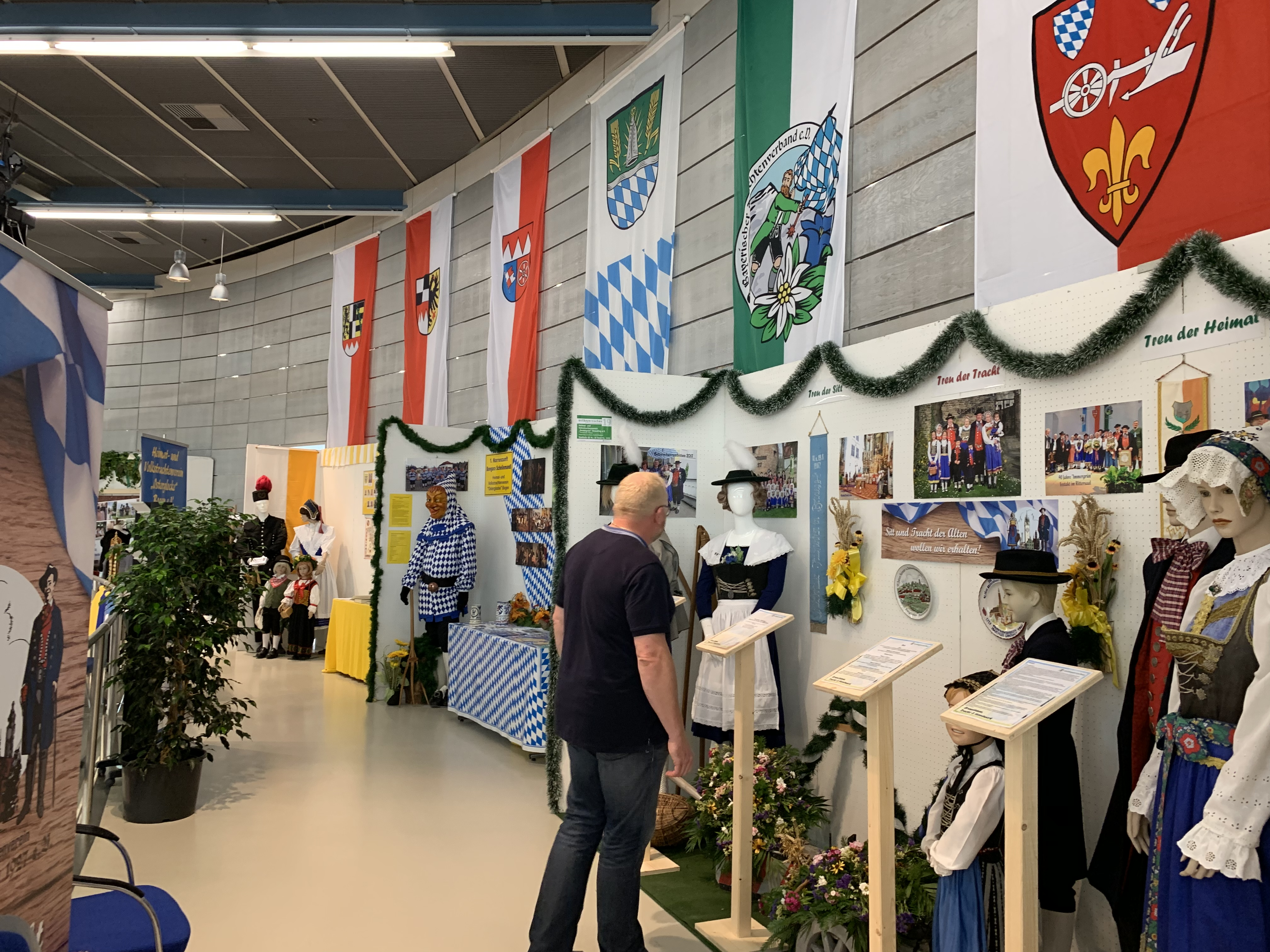
Die Sonderschau "Brauchtum, Tracht & Handwerk" auf der Galerie der Joseph-von-Fraunhofer Halle.

Neben den vielfältigen Verkaufs- und Informationsständen wird von der Straubinger Ausstellungs- und Veranstaltungs GmbH auch ein buntes Rahmenprogramm organisiert. Hierzu zählen einige jährlich wiederkehrende und für die Besucher kostenlose Sonderschauen, wie z. B. „Brauchtum, Tracht & Handwerk“ oder die „Fischereilehrschau“.
Ferner wird in Kooperation mit dem Kinderschutzbund eine eigene Kinderbetreuung (Halle 3) eingerichtet. Die Eltern haben hier die Möglichkeit ihre Kinder während des Ausstellungsbesuchs von pädagogischen Kräften betreuen zu lassen.
Durch die gemeinsame Nutzung der Parkkapazitäten mit dem Gäubodenvolksfest erreicht man eine Gesamtzahl von ca. 5000 Parkplätzen im unmittelbaren Umfeld der Veranstaltungen.

### Trivia
Die Ostbayernschau wird jedes Jahr zusammen mit dem Gäubodenvolksfest durch eine prunkvolle Eröffnungsrede in einem der Festzelte eröffnet. Der jährlich wechselnde Festredner unternimmt im Anschluss fast immer einen geführten Rundgang über das Ausstellungsgelände. Dieser endet traditionell bei den Landfrauen des Bayerischen Bauernverbandes, welche den Ehrengast mit frischen „Kiachln“ versorgen.